# Shamil Gaziev
Shamil Hasbulatovich Gaziev (Khunzakh, 10 febbraio 1990) è un artista marziale misto russo naturalizzato bahreinita.
Combatte per la promotion statunitense UFC nella categoria dei pesi massimi.

## Biografia
Nato a Khunzakh, nella Repubblica del Daghestan, in Russia, Gaziev vive e si allena a Manama, in Bahrein.
È il primo lottatore a rappresentare Bahrein nella promotion UFC.

## Carriera
Dopo aver accumulato un record di 7 vittorie e 0 sconfitte in varie competizioni in Russia e Bielorussia, Gaziev firma per la Brave Combat Federation, una promotion di arti marziali miste con sede in Bahrein.
Il 19 settembre 2023 viene chiamato per partecipare alla settimana 7 della settima stagione della Dana White's Contender Series, battendo Greg Velasco per sottomissione alla prima ripresa e garantendogli un contratto in UFC.
Fa il suo debutto in UFC il 16 dicembre 2023 battendo Martin Buday per ko tecnico alla seconda ripresa e vincendo il premio di incontro della serata.
Nel marzo del 2024 perde il suo primo incontro professionistico contro il surinamese Jairzinho Rozenstruik.

## Risultati nelle arti marziali miste
| Risultato | Record | Avversario            | Metodo                           | Evento                                  | Data              | Round | Tempo | Città         | Note                            |
| --------- | ------ | --------------------- | -------------------------------- | --------------------------------------- | ----------------- | ----- | ----- | ------------- | ------------------------------- |
| Vittoria  | 14–1   | Thomas Petersen       | KO tecnico (pugni)               | UFC Fight Night: Adesanya vs. Imavov    | 1 febbraio 2025   | 1     | 3:12  | Riyadh        |                                 |
| Vittoria  | 13–1   | Don'Tale Mayes        | Decisione (unanime)              | UFC on ABC: Sandhagen vs. Nurmagomedov  | 3 agosto 2024     | 3     | 5:00  | Abu Dhabi     |                                 |
| Sconfitta | 12–1   | Jairzinho Rozenstruik | KO tecnico (stop dall'angolo)    | UFC Fight Night: Rozenstruik vs. Gaziev | 2 marzo 2024      | 4     | 5:00  | Las Vegas     |                                 |
| Vittoria  | 12–0   | Martin Buday          | KO tecnico (pugni)               | UFC 296                                 | 16 dicembre 2023  | 2     | 0:56  | Las Vegas     | Performance of the Night.       |
| Vittoria  | 11–0   | Greg Velasco          | Sottomissione (rear-naked choke) | Dana White's Contender Series 63        | 19 settembre 2023 | 1     | 2:38  | Las Vegas     |                                 |
| Vittoria  | 10–0   | Darko Stošić          | KO tecnico (pugni)               | Brave CF 69                             | 18 febbraio 2023  | 1     | 2:54  | Belgrado      |                                 |
| Vittoria  | 9–0    | Pavel Dailidko        | KO (pugni)                       | Brave CF 65                             | 28 ottobre 2022   | 1     | 0:46  | Isa Town      |                                 |
| Vittoria  | 8–0    | Kirill Kornilov       | Decisione (maggioranza)          | Ares FC 7                               | 25 giugno 2022    | 3     | 5:00  | Parigi        |                                 |
| Vittoria  | 7–0    | Aleksandr Kolomytsev  | Sottomissione (rear-naked choke) | ProFC 70                                | 27 marzo 2022     | 1     | 2:13  | Rostov-on-Don |                                 |
| Vittoria  | 6–0    | Grigoriy Ponomarev    | KO tecnico (ginocchiate e pugni) | AMC Fight Nights 104                    | 24 settembre 2021 | 1     | 2:56  | Sochi         |                                 |
| Vittoria  | 5–0    | Murad Adyrbaev        | Sottomissione (rear-naked choke) | Belarusian FC: Contender Series 7       | 29 luglio 2021    | 1     | 0:59  | Minsk         |                                 |
| Vittoria  | 4–0    | Alexey Druzhinin      | KO tecnico (pugni)               | MMA Series 29                           | 3 aprile 2021     | 1     | 0:33  | Minsk         |                                 |
| Vittoria  | 3–0    | Vladislav Kozlovskiy  | KO tecnico (pugni)               | Belarusian FC 66                        | 27 febbraio 2021  | 1     | 0:35  | Minsk         | Debutta tra i pesi mediomassimi |
| Vittoria  | 2–0    | Artur Bunkov          | KO tecnico (pugni)               | MMA Series 22                           | 12 dicembre 2020  | 1     | 0:20  | Kaliningrad   |                                 |
| Vittoria  | 1–0    | Denis Gvozdev         | KO tecnico (pugni)               | Belarusian FC 63                        | 24 ottobre 2020   | 1     | 0:23  | Minsk         | Debutta tra i pesi massimi.     |